# Gouvernement Krag I
 (septembre 2023).
Si vous disposez d'ouvrages ou d'articles de référence ou si vous connaissez des sites web de qualité traitant du thème abordé ici, merci de compléter l'article en donnant les références utiles à sa vérifiabilité et en les liant à la section « Notes et références ».
Royaume de Danemark
Viggo Kampmann II Jens Otto Krag II
Le cabinet Jens Otto Krag I est le gouvernement du royaume de Danemark en fonction du 3 septembre 1962 au 26 septembre 1964.
Il est dirigé par le Premier ministre social-démocrate Jens Otto Krag et composé d'une coalition entre les Sociaux-démocrates (SD) et le Parti social-libéral danois (RV)
Il succède au cabinet Viggo Kampmann II et est suivi du cabinet Jens Otto Krag II.

## Composition
- Les nouveaux ministres sont indiqués en gras, ceux ayant changé d'attributions en italique.

| Fonction                                                             | Titulaire   | Titulaire                                  | Parti |
| -------------------------------------------------------------------- | ----------- | ------------------------------------------ | ----- |
| Premier ministre                                                     |             | Jens Otto Krag                             | SD    |
| Ministre des Affaires étrangères                                     |             | Per Hækkerup                               | SD    |
| Ministre des Finances                                                |             | Hans R. Knudsen (jusqu'au 3 novembre 1962) | SD    |
| Ministre des Finances                                                | Poul Hansen |                                            | SD    |
| Ministre de l'Économie                                               |             | Kjeld Philip                               | RV    |
| Ministre de l'Intérieur                                              |             | Lars P. Jensen                             | SD    |
| Ministre des Travaux publics                                         |             | Kai Lindberg                               | SD    |
| Ministre du Commerce                                                 |             | Hilmar Baunsgaard                          | RV    |
| Ministre de la Pêche                                                 |             | A. C. Normann                              | RV    |
| Ministre des Affaires sociales et du Travail (jusqu'au 27 août 1963) |             | Kaj Bundvad                                | SD    |
| Ministre du Groenland                                                |             | Mikael Gam                                 | Sans  |
| Ministre du Logement                                                 |             | Carl P. Jensen                             | SD    |
| Ministre de la Justice                                               |             | Hans Erling Hækkerup                       | SD    |
| Ministre de la Défense                                               |             | Poul Hansen (jusqu'au 15 novembre 1962)    | SD    |
| Ministre de la Défense                                               | Victor Gram |                                            | SD    |
| Ministre de l'Agriculture                                            |             | Karl Skytte                                | RV    |
| Ministre de l'Éducation                                              |             | Kristen Helveg Petersen                    | RV    |
| Ministre de la Culture                                               |             | Julius Bomholt                             | SD    |
| Ministre Affaires ecclésiastiques                                    |             | Bodil Koch                                 | SD    |
| Ministre du Travail (à partir du 27 août 1963)                       |             | Erling Dinesen                             | SD    |